# Rydaholmskistan

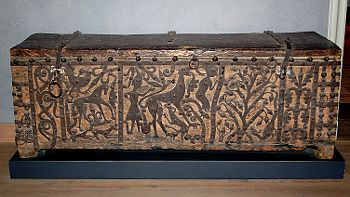
Rydaholmskistan.

Rydaholmskistan är en kyrkkista från Rydaholms kyrka i Småland. 
Kistan, som är tillverkad under tidig medeltid, är rikt järnornamenterad. Framsidan återger till vänster syndafallet, mittenfältet har varit omtvistat och antagits föreställa Sankt Eustachius-legenden, Didrik av Berns jakt eller Karl den stores jakt ur Sankt Egidius-legenden. Ett tredje fält fylls av en jaktscen med häst, falk samt hund som driver en hare. Kyrkdörren i Rogslösa kyrka visar nära samband med Rydaholmskistan och har troligen hämtat sin inflytande från denna.
Kistan förvaras på Statens historiska museum i Stockholm.
Kistan antogs tidigare härröra från slutet av 1100-talet; dendrokronologisk datering har visat att den tillverkats av timmer fällt mellan 1246 och 1270.